# Avricourt (Mosela)

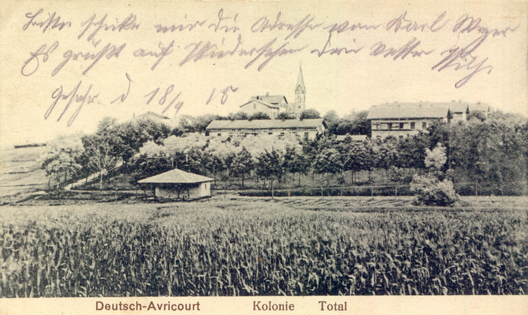

 Avricourt  es una comuna    y población de Francia, en la región de Lorena, departamento de Mosela, en el distrito de Sarrebourg y cantón de Réchicourt-le-Château.
Su población en el censo de 1999 era de 647 habitantes.
Está integrada en la Communauté de communes du Pays des Étangs .

## Demografía
| 963 | 877 | 811 | 725 | 669 | 647 |
| Para los censos de 1962 a 1999 la población legal corresponde a la población sin duplicidades (Fuente: INSEE [Consultar]) |     |     |     |     |     |